# 塔氏擬天竺鯛
塔氏擬天竺鯛（學名：Pseudamia tarri），為輻鰭魚綱天竺鲷科擬天竺鯛屬的一種。分布於西印度洋在沙烏地阿拉伯賈納島附近的波斯灣海域，深度2至64公尺，本魚體延長，體稍側扁，眼大、口大且斜裂，頜齒細小，鋤骨和腭骨通常具齒，舌上無齒，前鰓蓋骨邊緣平滑，鰓蓋骨後緣棘不發達，體被小圓鱗，身體呈半透明淡紫色，腹部銀白色，背鰭2個，尾鰭尖形，背鰭硬棘7枚、背鰭軟條8枚、臀鰭硬棘2枚、臀鰭軟條7-8枚，體長可達3.7公分，棲息在礁石區洞穴，屬肉食性，生活習性不明。